# Primevère marginée
Primula marginata
Espèce
Classification phylogénétique
La Primevère marginée (Primula marginata) est une espèce de plantes à fleurs de la famille des Primulacées.
Cette primevère est endémique au sud-ouest des Alpes en Italie et en France. Elle pousse à une altitude de 500 à 2 600 mètres dans les failles rocheuses.
C'est une plante herbacée vivace.
En France, ce taxon est protégé : il figure sur la liste des espèces végétales protégées sur l'ensemble du territoire métropolitain : Article 1.

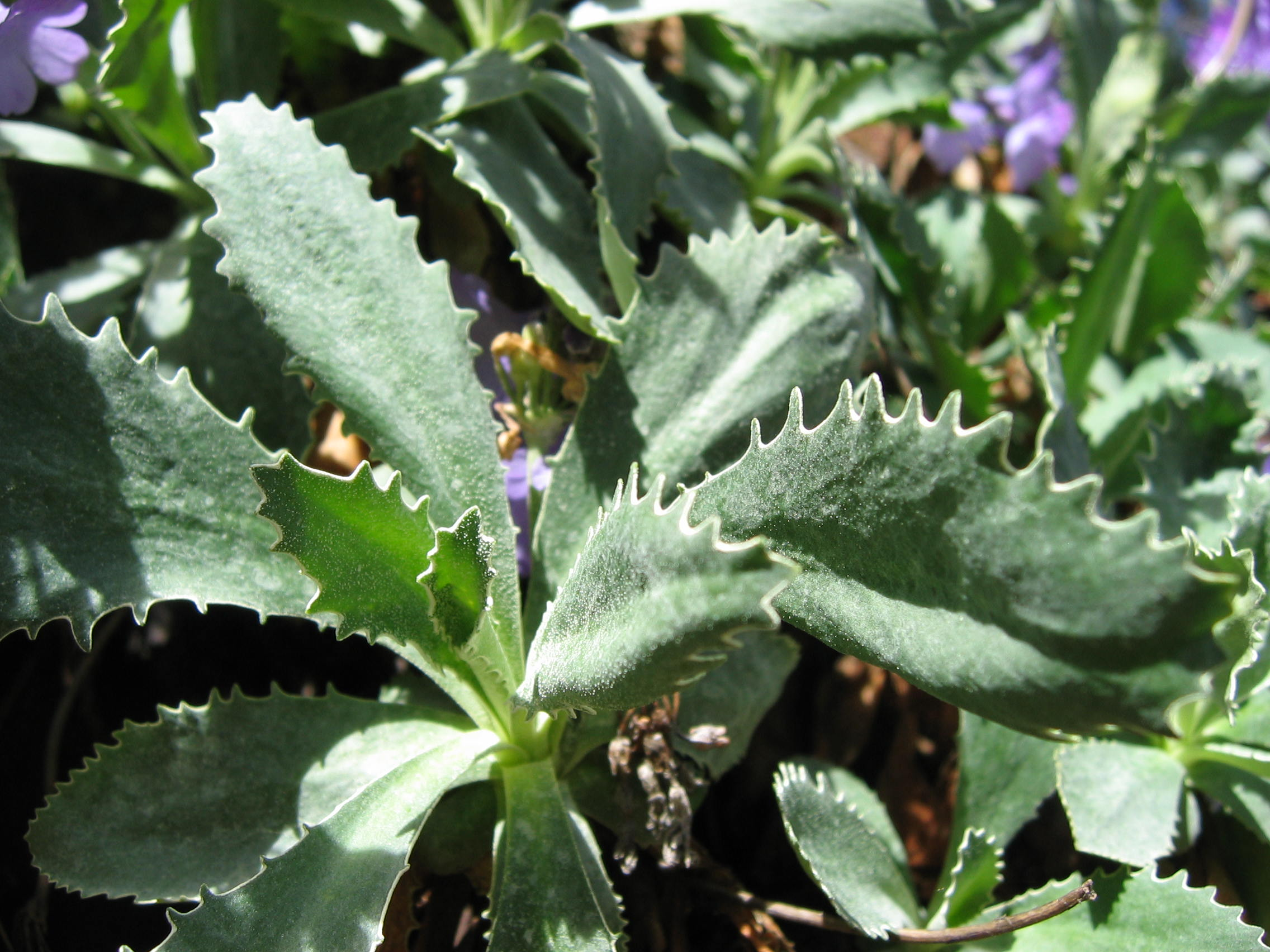
Les feuilles sont dentées.
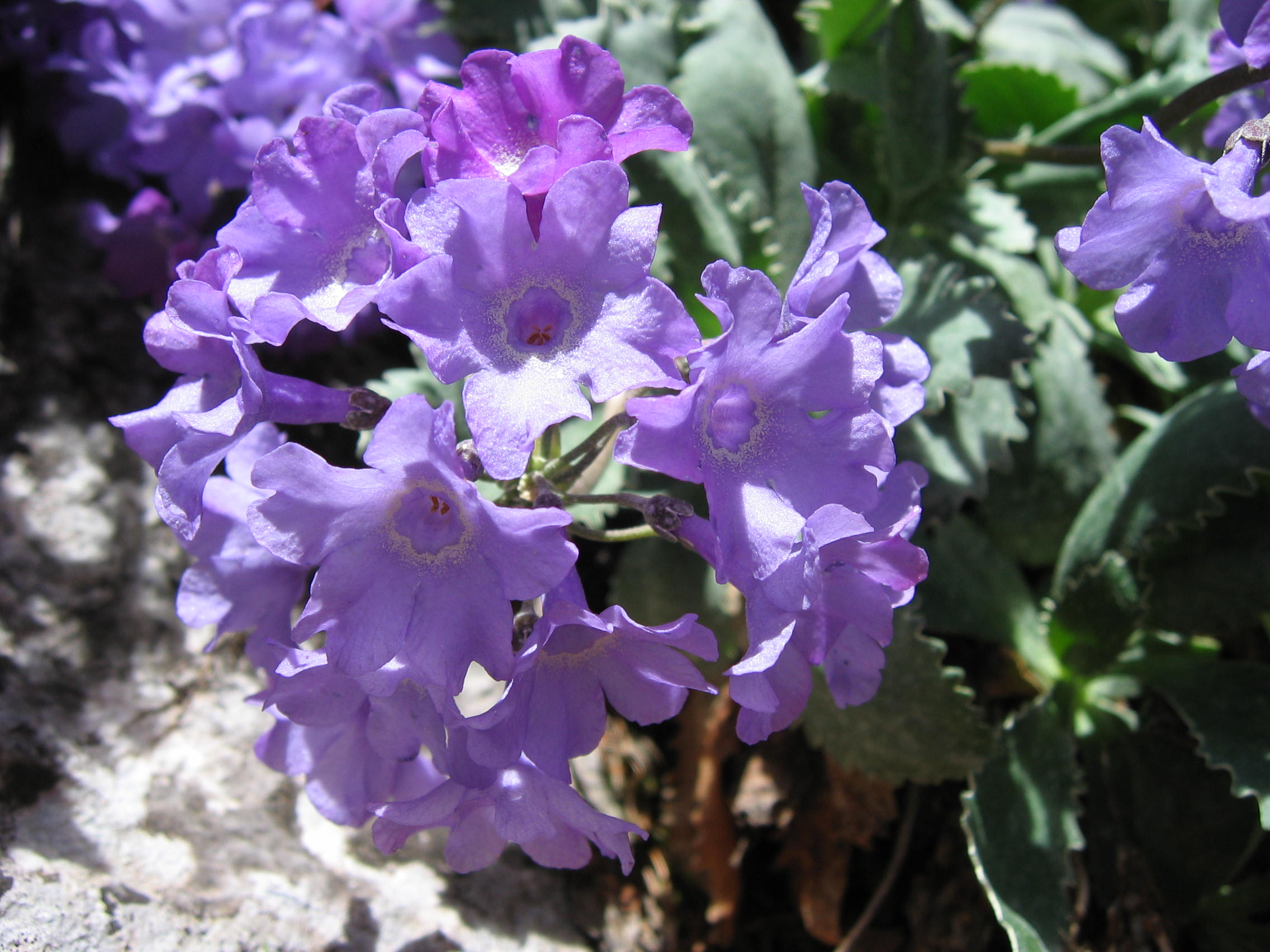
Les feuilles et les fleurs sont recouvertes d’une pruine verdâtre.
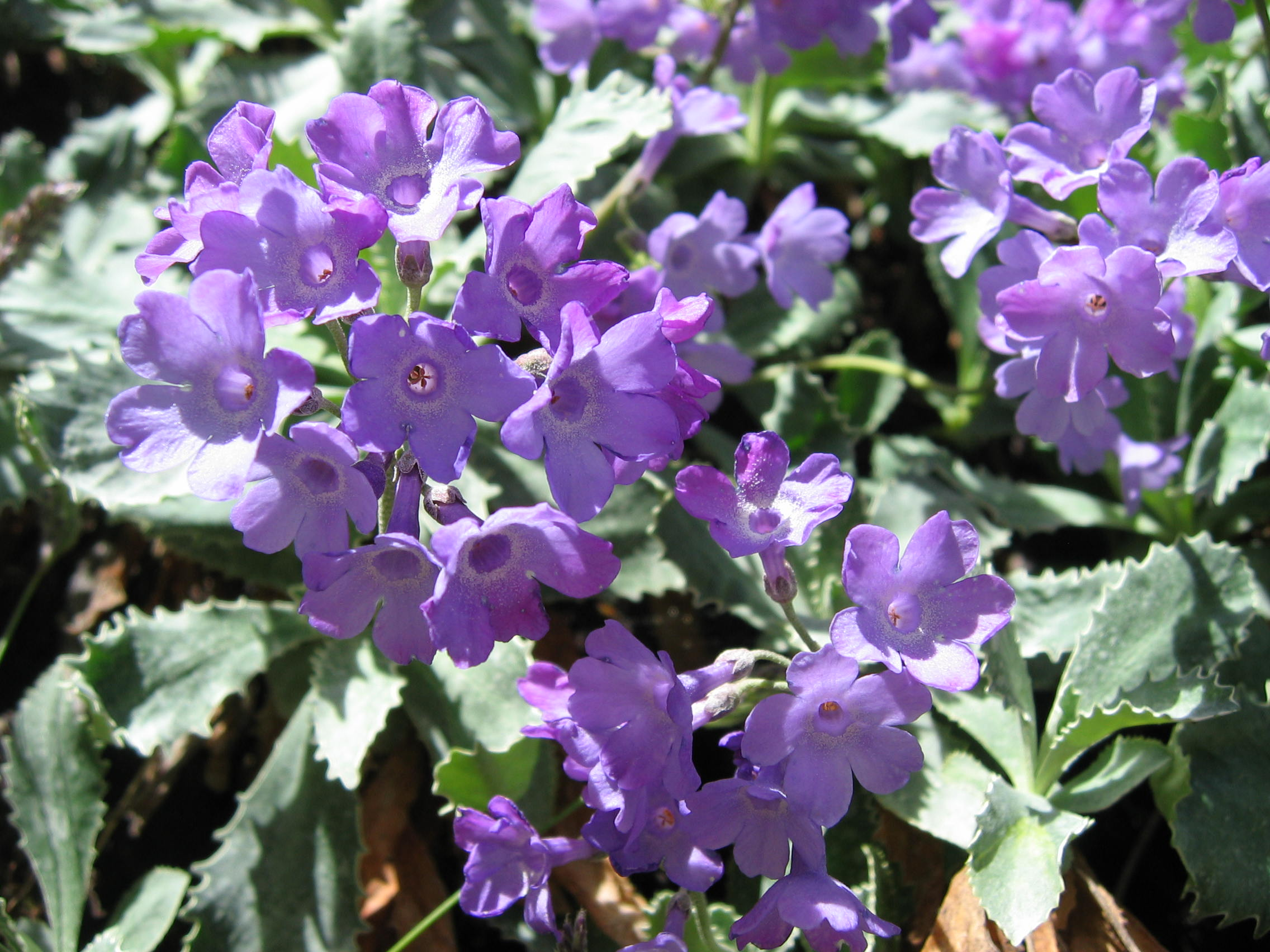
Primevère marginée.